# Testalin
Testalin ist ein chemisches Stoffgemisch, mit deren Hilfe seit dem 19. Jahrhundert Stein, insbesondere Sandstein und Kunststein, sowie sonstige Produkte mit Zement als Bindemittel imprägniert worden sind. Das Mittel wurde von Hartmann & Hauers in Hannover hergestellt.
In aufeinanderfolgenden Prozess-Schritten wurden die Steine in einer alkoholischen Lösung getränkt. Mit einer Lösung von Tonerdeazetat bildet sich anschließend unlösliche ölsaure Tonerde, die das Eindringen von Wasser in den Stein verhindert.
Das Polytechnische Journal schreibt im Jahr 1895:

„Poröse Baumaterialien besitzen die unangenehme Eigenschaft, in Folge der Wasseraufnahme und nachfolgenden Gefrierens im Winter allmählich mürbe zu werden; weichere Steinsorten zeigen sich hierdurch an der Oberfläche oft völlig verwittert, bei manchen Sandsteinen fällt eine Schicht nach der anderen ab, sofern diese parallel nach aussen gerichtet sind. Die Porosität bringt noch den Nachtheil, dass Staub und Rauch sich äusserst fest auf den Häuserfassaden ansetzen, indem sie von dem eindringenden Wasser nachgesaugt werden, so dass sich die Fläche durch einfaches Abwaschen nicht mehr reinigen lässt. Durch Oelfarbanstrich kann wohl der Uebelstand beseitigt werden, bei schöner Steinarchitektur wird man jedoch zu diesem Mittel nicht greifen. Ein von Hartmann und Hauers in Hannover erfundenes Verfahren bezweckt nun, die Poren des Bausteines, von der Oberfläche aus bis zu geringer Tiefe, derart zu verlegen, dass Wasser am Eindringen verhindert wird, ohne dass hierdurch der Charakter des Steinartigen verloren ginge; im Gegentheil, es findet noch eine Belebung des Farbentones statt.
Das in Anwendung gebrachte Mittel, Testalin genannt, besteht aus zwei Flüssigkeiten, die nach einander auf den Stein mittels Pinsels aufgetragen werden: eine alkoholische Auflösung von Kali-Oelseife und eine wässerige von essigsaurer Thonerde. Schüttet man versuchsweise beide Flüssigkeiten zusammen, so fällt eine klumpige Masse von Thonerde-Oelseife aus, die von gelblicher Farbe, in Wasser völlig unlöslich und von zäher, gummiartiger Beschaffenheit ist, ohne an den Fingern zu kleben. Diese Masse ist es auch, welche sich in den Poren des Steines bildet. Man streicht erst mit der Seifenlösung, bei besonders weichem Gestein auch zu wiederholtem Mal; ist dieselbe eingezogen – nach 2 bis 3 Stunden – so folgt der Thonerdeanstrich, in den Gesteinsporen scheidet sich jetzt die Thonerde-Oelseife aus.
Durch Prüfung des Verfahrens im Kleinen konnten wir erkennen, dass die Farbe des Steines durch den Anstrich gehoben wird, und ferner, was uns als die Hauptsache erscheint, dass das Material völlig wasserabweisend geworden ist; Wasser fliesst wie von einer geölten Fläche ab, während sich die ungestrichenen Stellen sofort vollsaugen. Von Erfahrungen aus der Praxis über das neue Steinconservirungsmittel berichtet Dr. Glinzer in der Deutschen Bauzeitung: Das Hamburger Rathhaus wurde mit Testalin behandelt; nach fast einjähriger Dauer konnte der angesetzte Schmutz, Russ und Staub, da er nicht in die Poren des Gesteins eingedrungen war, zum grössten Theil einfach durch Abspritzen mit dem Schlauch, das Uebrige durch Abbürsten mit Wasser vollkommen entfernt werden.
Testalin kostet 60 Pf. das Kilo. Nach Angabe der Fabrikanten stellt sich der Anstrich für das Quadratmeter auf etwa 20 Pf. an Material. Zu beziehen ist das Mittel von der Rheinischen Glasindustrie in Heidelberg, welche die Vertretung für Süddeutschland übernommen hat. (Badische Gewerbezeitung.)“